# Этобико

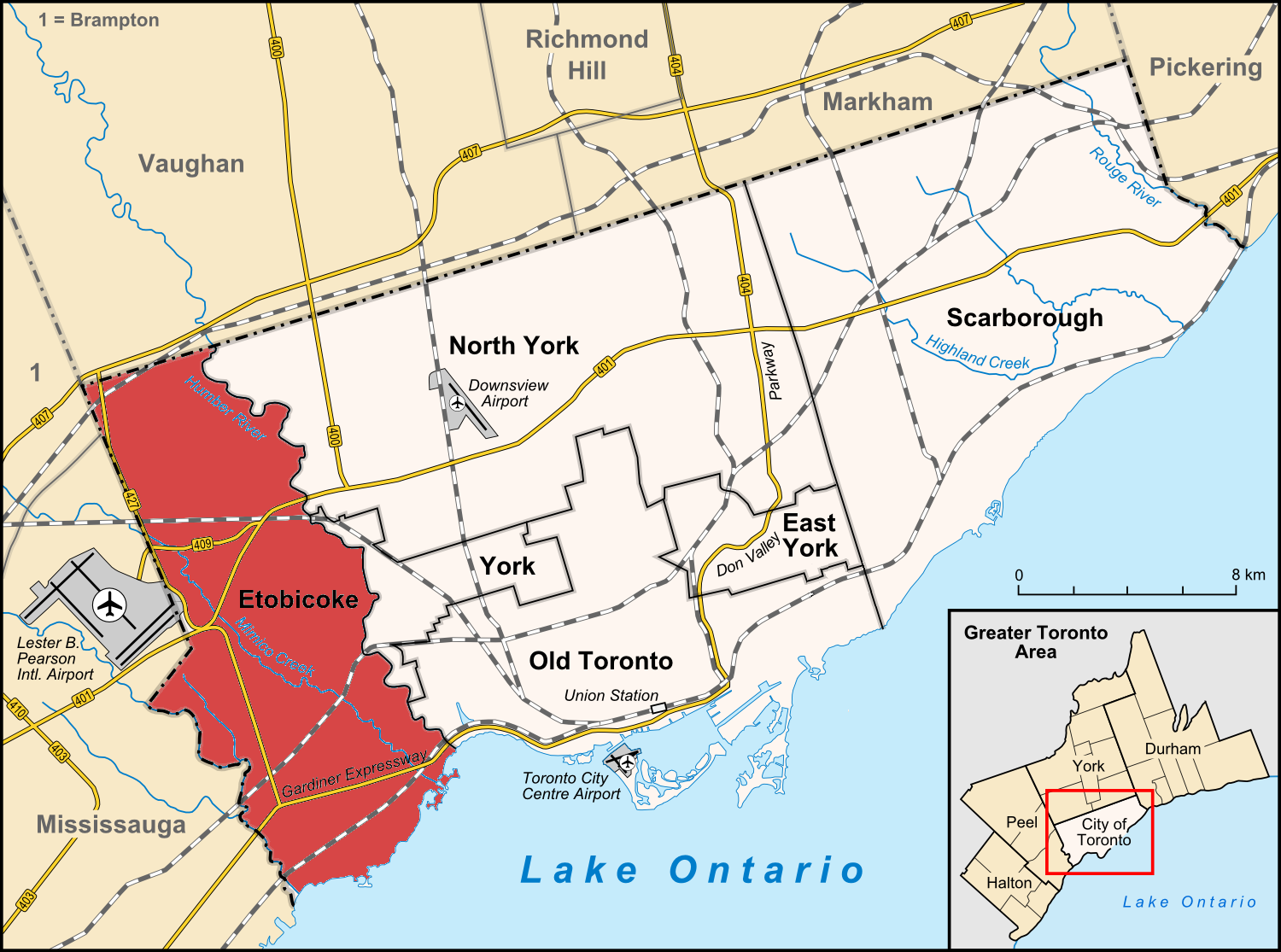
Положение Этобико (красный цвет) на карте Торонто

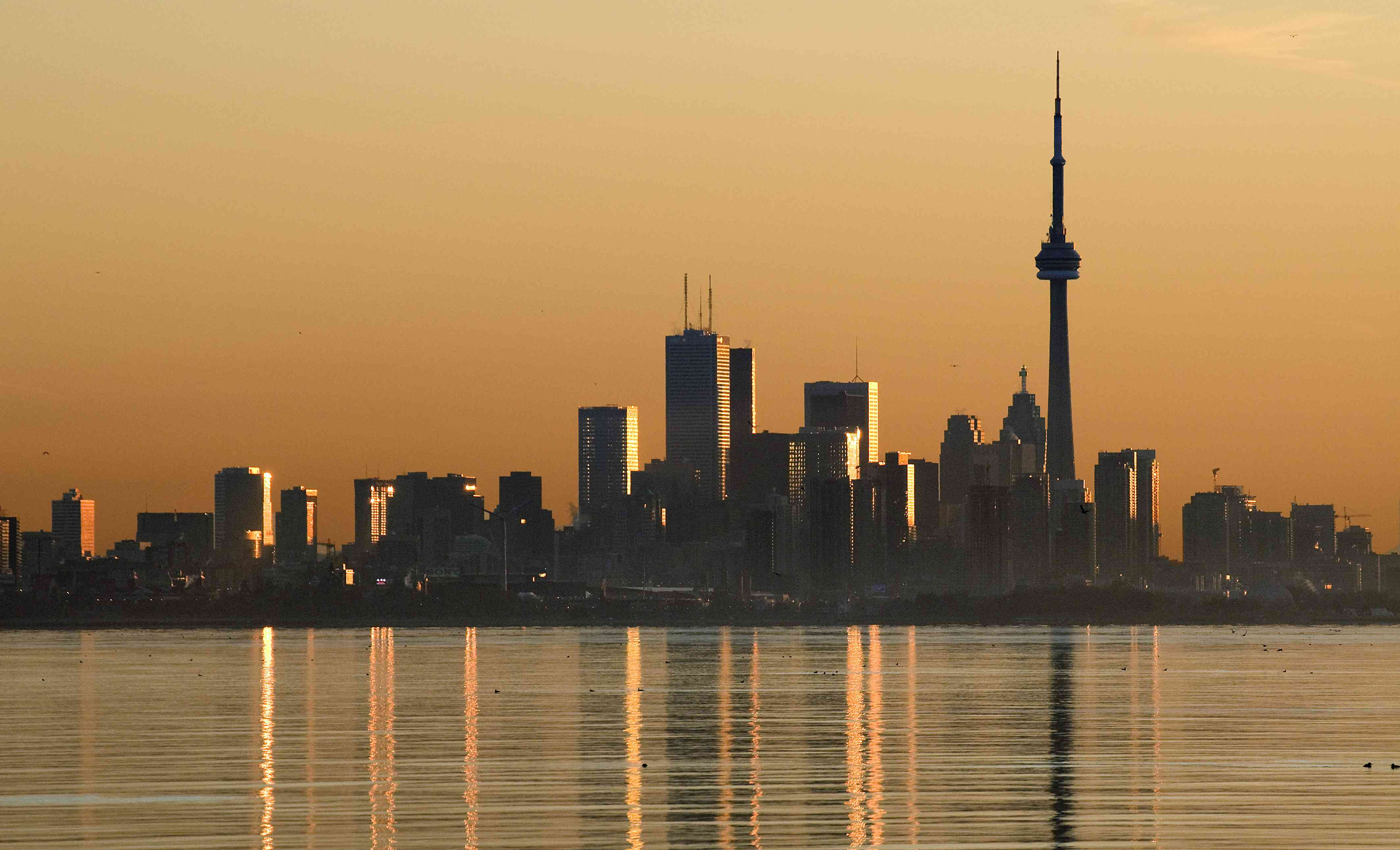
Вид на Торонто из парка имени Полковника Сэмюэла Смита в Этобико.

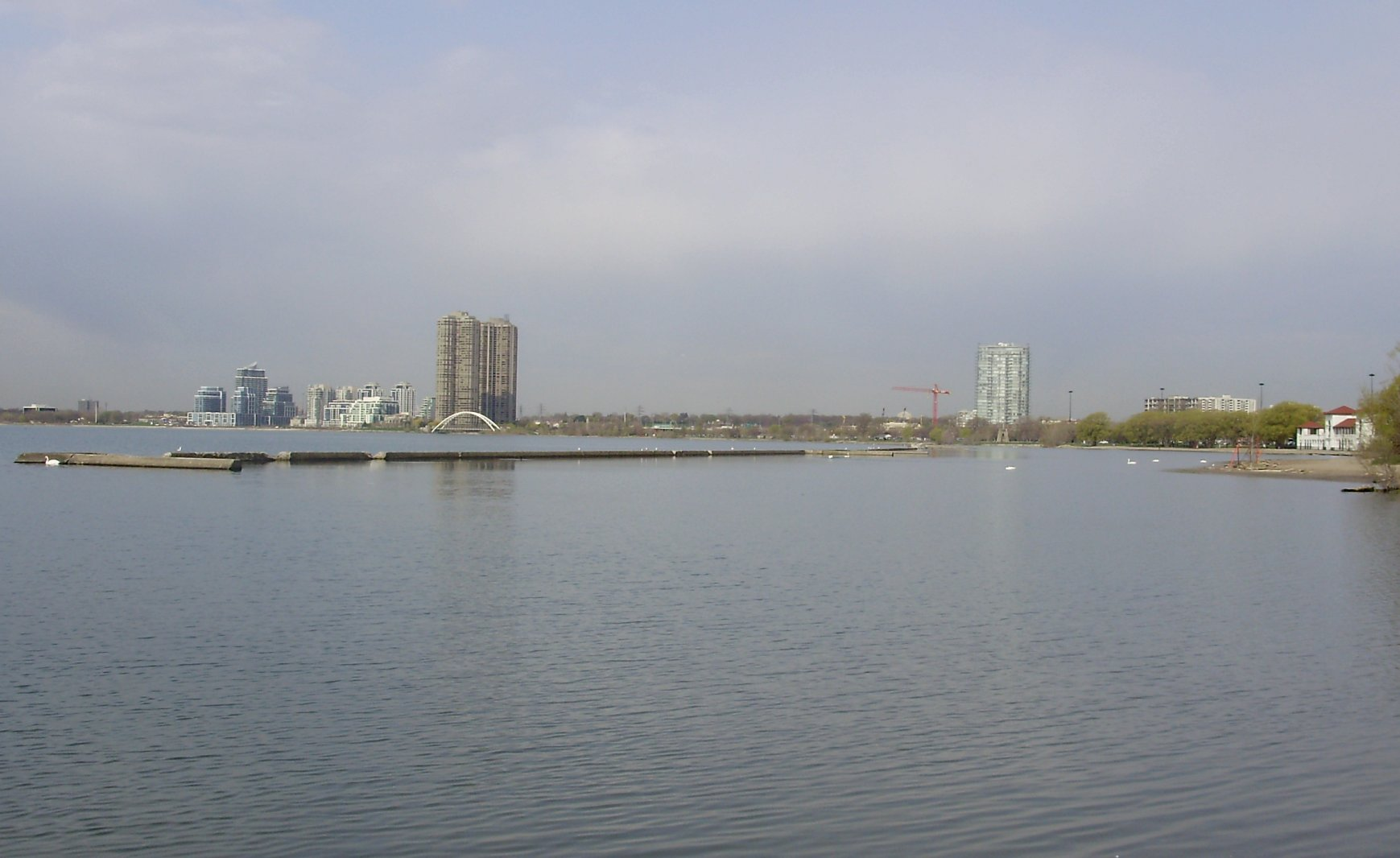
Вид на Этобико из Будапештского парка, на запад через залив Хамбер.

Этобико (англ. Etobicoke, ɛˈtoʊbɨkoʊ, буква 'k' в последнем слоге не произносится) — бывший муниципалитет, ныне регион в западной части города Торонто, Онтарио, Канада. Хотя в районе проживает всего 13 % населения Торонто, его площадь охватывает 20 % площади города. Южной границей является озеро Онтарио, восточной — река Хамбер, западной — ручей Этобико, город Миссиссaга и международный аэропорт Пирсон (часть аэропорта входит в состав Этобико), а северной — Стилс-авеню.

## Название
Название Этобико происходит из языка индейцев племени миссиссоги (диалект оджибве) wah-do-be-kang (wadoopikaang), означающего «место, где растёт ольха».

## Население
Население составляло 338117 человек по переписи 2001 года и 334491 по переписи 2006 года.
В 2006 г. в Этобико проживало 61,5 % белых, 14,0 % выходцев из Южной Азии, 9,3 % афро-канадцев, 3,1 % латиноамериканцев, 2,6 % китайцев, 2,5 % филиппинцев, 1,4 % корейцев, 1,1 % выходцев из Западной Азии, 1,0 % арабов, 1,0 % выходцев из Юго-Восточной Азии и 2,5 % других. 47,8 % населения являются иммигрантами.
Языковая картина по данным 2006 года в Этобико-Йорк такова: первое место занимает английский язык, за ним следуют итальянский, испанский, португальский, польский, пенджабский, русский, украинский, вьетнамский, урду и филиппинский.